# Serra de la Caseta (Àger)
La Serra de la Caseta és una serra situada al municipi d'Àger a la comarca de la Noguera, amb una elevació màxima de 1.016 metres.